# Kabinet-Gumbs
Het kabinet-Gumbs was het vierde kabinet van het land Sint Maarten sinds de opheffing van de Nederlandse Antillen op 10 oktober 2010. Het trad aan op 19 december 2014 als opvolger van het kabinet-Wescot-Williams III.
Het kabinet bestond uit United People's Party (afkorting: UP) en de onafhankelijke parlementsleden Cornelius de Weever en Leona Marlin-Romeo. Het kabinet had een meerderheid in de Staten van 9 van de 15 zetels na de Statenverkiezingen van 2014. Minister-president werd Marcel Gumbs.
Na de verkiezingen van 29 augustus 2014 kende de vorming van een kabinet de nodige problemen door een conflict over de integriteit van politici met de Nederlandse minister van Koninkrijksrelaties Ronald Plasterk. Een gevolg hiervan was dat de leider van de grootste partij en formateur, Theo Heyliger, geen premier kon worden en hiertoe Gumbs verzocht om dat namens de UP te doen. Ook werden enkele posten nog niet definitief ingevuld.
In oktober 2015 verloor het kabinet zijn meerderheid omdat 1 parlementslid van de coalitie uit de fractie stapte en de coalitie niet meer steunde. Als reactie schreef het kabinet verkiezingen uit, maar het diende in eerste instantie niet zijn ontslag in. Pas nadat rechters van het constitutioneel hof en het gemeenschappelijk hof van beroep adviseerden dat het kabinet zijn ontslag diende in te dienen en totdat dat gebeurde de gouverneur het besluit tot verkiezingen niet hoefde te ondertekenen, diende het kabinet alsnog zijn ontslag in. Op diezelfde dag werd het besluit tot het organiseren van verkiezingen ondertekend.

## Samenstelling
| Ministerie                                                                                         | Minister                 | Partij |
| -------------------------------------------------------------------------------------------------- | ------------------------ | ------ |
| Minister-President en tevens Minister van Algemene Zaken                                           | Marcel Gumbs             | UP     |
| Minister van Volkshuisvesting, Ruimtelijke Ordening, Milieu en Infrastructuur, tevens vice-premier | Marcel Gumbs (a.i.)      | UP     |
| Minister van Financiën                                                                             | Martin Hassink           |        |
| Minister van Justitie                                                                              | Dennis Richardson        |        |
| Minister van Onderwijs, Cultuur, Jeugd- en Sportzaken                                              | Rita Bourne-Gumbs        | UP     |
| Minister van Volksgezondheid, Sociale Ontwikkeling en Arbeidszaken                                 | Dennis Richardson (a.i.) |        |
| Minister van Toerisme, Economische Zaken, Vervoer en Communicatie                                  | Claret Connor            | UP     |

De gevolmachtigd minister van Sint Maarten maakt geen deel uit van het Sint-Maartense kabinet, maar wel van de Rijksministerraad. De rijksministerraad beslist over zaken die het gehele Koninkrijk aangaan. De gevolmachtigd minister is de vertegenwoordiger van de regering van Sint Maarten in Nederland en bij de Koninkrijksregering. Josianne Fleming-Artsen (UP) vervult onder dit kabinet de rol van gevolmachtigd minister. De gouverneur van Sint Maarten vervangt het staatshoofd. De gouverneur heeft geen politieke verantwoordelijkheden en maakt geen deel uit van het kabinet. Sinds 2010 is Eugene Holiday gouverneur van Sint Maarten.